# Dilemme du tramway
 (novembre 2021).
Si vous disposez d'ouvrages ou d'articles de référence ou si vous connaissez des sites web de qualité traitant du thème abordé ici, merci de compléter l'article en donnant les références utiles à sa vérifiabilité et en les liant à la section « Notes et références ».

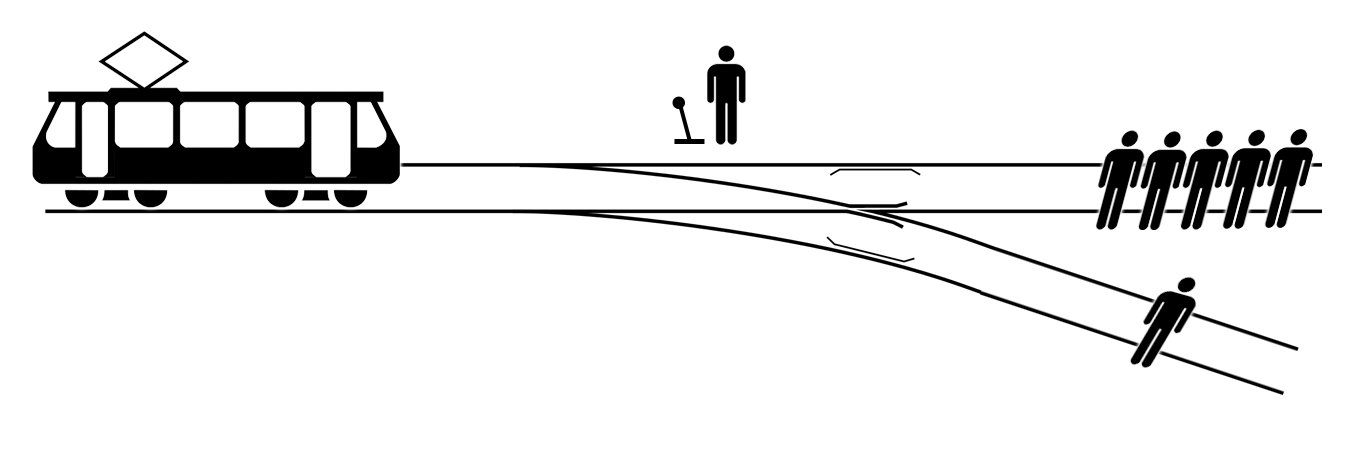
Représentation graphique du dilemme du tramway.

Le dilemme ou problème du tramway (trolley problem en anglais) est une expérience de pensée qui se conçoit ainsi sous une forme générale : une personne peut effectuer un geste qui bénéficiera à un groupe de personnes A, mais, ce faisant, nuira à une personne B ; dans ces circonstances, est-il moral pour la personne d'effectuer ce geste ? L'expérience, utilisée en éthique, en sciences cognitives et en neuroéthique, a été décrite pour la première fois par Philippa Foot en 1967 et analysée en profondeur par Judith Jarvis Thomson,, Peter Unger et Frances Kamm (en). Le philosophe juridique allemand Karl Engisch a analysé un dilemme similaire dans sa thèse d'habilitation de 1930, tout comme le juriste allemand Hans Welzel dans un ouvrage de 1951,.

## Description
Le dilemme est décrit par Foot ainsi :

« Imaginez qu'un juge se retrouve face à des émeutiers qui demandent qu'un coupable soit trouvé pour un certain crime et, si cela n'est pas fait, qui menacent de se venger de manière sanglante sur une partie spécifique de la communauté. Le coupable réel étant inconnu, le juge se retrouve avec pour seule solution de condamner à mort un innocent pour prévenir le bain de sang. Imaginons parallèlement un autre exemple où le pilote d'un avion qui est sur le point de s'écraser doit choisir de dévier ou non son avion depuis une zone plus habitée vers une zone moins habitée. Afin de rendre les deux situations le plus semblables possibles, imaginons plutôt le conducteur d'un tramway hors de contrôle qui ne peut que choisir de dévier ou non sa course depuis une voie étroite vers une autre : cinq hommes travaillent sur l'une et un homme est situé sur l'autre. La voie prise par le tram entraînera automatiquement la mort des personnes qui s'y trouvent. Dans le cas des émeutiers, ces derniers ont en otage cinq personnes, ce qui fait en sorte que les deux situations amènent le sacrifice d'une vie pour en sauver cinq. »

— Philippa Foot, The Problem of Abortion and the Doctrine of the Double Effect
Le point de vue utilitariste affirme qu'il faut obligatoirement choisir la voie occupée par un seul homme. De ce point de vue, cette solution n'est pas seulement permise, mais elle est la meilleure option morale (l'autre option étant de ne rien faire).
Un autre point de vue est que la situation est déjà moralement biaisée et que toute action posée dans ce cadre rend partiellement responsable l'auteur des actions. Le meilleur choix éthique correspond à celui de considérer qu'aucune des deux décisions n'est mauvaise et à chercher à transformer la société ou le monde de sorte que ce type de situation se produise le moins souvent possible. Par exemple, dans le cas du tramway, il s'agirait de travailler à améliorer les freins du tramway même s'ils sont déjà aussi bons qu'il était possible de le faire jusqu'à ce moment ; ou de ralentir la vitesse de circulation du tramway afin de faciliter les freinages d'urgence et les arrêts d'urgence.
La philosophie objectiviste développée par la philosophe Ayn Rand propose une interprétation morale précise de cette situation en se basant sur l'axiome de non-agression, principe fondamental du libertarianisme. Ce principe pose comme base morale qu'aucun individu n'a le droit de porter atteinte à l'intégrité physique d'un autre innocent. Toutes les variantes du problème du dilemme du Tramway se posent comme le choix entre agir pour sauver 5 personnes et en sacrifier une, ou ne pas agir et laisser les 5 mourir. Au regard de l'objectivisme, il ne s'agit donc pas d'un choix entre deux éléments A et B comparables tel que A pourrait être le meilleur choix dans un cas et B pourrait l'être dans un autre. Il s'agit d'un choix entre A ou non-A, agir ou ne rien faire. La réponse à donner est donc la même dans tous les cas, peu importe les variantes et l'aspect contre-intuitif qu'elles impliquent. En revanche, dans le cas où c'est possible, il est moral d'essayer de convaincre un individu de se sacrifier en se suicidant afin d'en sauver d'autres si l'on pense que c'est la bonne chose à faire à sa place. Cependant la prise de décision et l'action qui s'ensuit doivent venir de la personne elle-même, non soumise à la force physique ou à la menace de celle-ci. Dans le cas où il s'agit de se suicider pour sauver d'autres personnes, la question se pose alors au regard de la valeur subjective que l'on apporte à la situation. Par exemple, si je considère que ma vie n'aurait plus de sens après la mort de ces personnes, par exemple parce que dans le groupe se trouve une ou plusieurs personnes qui me sont chères, le suicide dans l'objectif de les sauver aurait beaucoup de sens.

### Variations culturelles
Loin d'être gratuit, ce dilemme peut s'appliquer dans des situations concrètes, notamment dans la mise au point des schémas décisionnels de véhicules autonomes. Il a été reformulé en demandant si un véhicule autonome dans l'incapacité de freiner à temps devrait continuer tout droit et tuer trois piétons très âgés ou virer fortement de côté et tuer ses trois jeunes passagers. Toutefois ce scénario binaire et sacrificiel ne correspond pas exactement à la problématique des voitures autonomes, où les trajectoires sont plus incertaines, où les choix doivent être anticipés et corrigés.
Une vaste enquête mondiale débutée en 2016 et appelée machine morale (en) a recueilli 40 millions de réponses issues de participants de 233 pays.
L'étude des réponses montre que les décisions éthiques varient grandement en fonction de la culture locale. Les participants de pays fortement individualistes comme la France ont tendance à choisir la solution qui épargne le plus de vies et choisissent de sacrifier la vie des vieux plutôt que des jeunes, contrairement aux participants du Japon et de la Chine. Ces deux derniers pays ont toutefois une réponse opposée sur la question de sauver la vie des passagers ou celle des piétons, la Chine protégeant nettement les passagers. Cette grande variabilité culturelle exclut la mise en application d'un algorithme universel pour ces véhicules.
Le dilemme du tramway a également été utilisé par l'économiste Paul Frijters pour matérialiser le dilemme moral induit par la crise de la COVID. Ce dernier s’est intéressé aux victimes invisibles (« unseen victims ») des mesures contre la COVID et plus spécifiquement du confinement. Parmi d’autres économistes, Frijters a tenté de quantifier les dommages qui seraient causés non seulement par les infections à la COVID-19, mais par le chômage, les dépressions, la malnutrition, les dégâts en matière de santé mentale, occasionnés par une mesure de type confinement. L'arbitrage entre mesures restrictives et maintien d'une vie économique et sociale était aussi une forme de dilemme du tramway pour les gouvernements face au COVID-19.

## Variantes
Le dilemme du tramway peut prendre plusieurs formes lorsqu'il est conjugué à d'autres dilemmes moraux.

### Variante de l'homme obèse
Une variante populaire est celle de l'homme obèse (fat man), formulée ainsi par Judith Jarvis Thomson :

« Imaginez une situation — que j'appellerai « Homme obèse » — où vous êtes sur un pont sous lequel va passer un tramway hors de contrôle se dirigeant vers cinq ouvriers situés de l'autre côté du pont. Que faites-vous ? Étant un expert en tramways, vous savez qu'une manière sûre d'en arrêter un hors de contrôle est de placer un objet très lourd sur son chemin. Mais où en trouver un ? Au moment des événements, il y a un homme obèse, vraiment très obèse, à côté de vous sur le pont. Il est penché au-dessus du chemin pour regarder le tramway. Tout ce que vous avez à faire est de lui donner une petite poussée pour qu'il tombe sur les rails et bloque le tramway dans sa course. Devriez-vous donner cette poussée ? Tous ceux à qui j'ai posé cette question m'ont répondu non. Mais pourquoi ?. »

— Judith Jarvis Thomson, The Trolley Problem
La résistance à ce scénario semble très grande. La plupart des gens qui approuvent le sacrifice d'une personne pour en sauver cinq dans le cas du scénario classique n'approuvent pas le geste lorsque la situation leur est présentée ainsi,. Cela a mené à des tentatives pour trouver une distinction morale significative entre les deux cas. La doctrine du moindre mal de l'Église catholique propose une explication à cette réaction commune. En effet, les papes Paul VI (dans son encyclique Humanæ vitæ nº 14) et Jean-Paul II (dans l'encyclique Veritatis splendor nº 80) précisent « qu'il n’est pas permis, même pour de très graves raisons, de faire le mal afin qu’il en résulte un bien. » En effet, en poussant l'homme obèse de manière à le tuer, le sujet de l'expérience fait un mal en vue de faire un bien (sauver 5 personnes). La doctrine du moindre mal permet de choisir entre deux maux, si et seulement s'il n'y a pas d'alternative (comme améliorer les freins dans l'exemple du tramway). Cette condition est capitale et est souvent oubliée.

### Variante du chirurgien
Une variante de Judith Jarvis Thomson est décrite ainsi :

« Un brillant chirurgien spécialiste des transplantations a cinq patients nécessitant chacun un organe différent sans lequel il mourra. Malheureusement, aucun organe n'est disponible pour ces transplantations. Un jeune voyageur en bonne santé, de passage dans la ville où travaille le médecin, arrive pour un contrôle médical de routine. Pendant l'examen, le chirurgien note que tous ses organes sont compatibles avec les cinq patients mourants. Supposons par ailleurs que, si le jeune homme venait à disparaître, personne ne suspecterait le médecin. Soutenez-vous la morale du médecin de sacrifier ce touriste et d'utiliser ses organes pour sauver la vie des cinq personnes ?
 »

## Critique de ces dilemmes
Les psychologues Christopher Bauman et Peter McGraw estiment que ces dilemmes sont stupides, peu réalistes et inapplicables à des problèmes de la vie réelle, de sorte qu'ils ne nous éclairent pas autant qu'on pouvait l'espérer sur la nature humaine. Ils s'appuient sur le fait que, lors de la présentation de ces dilemmes à des classes d'étudiants universitaires, ils suscitent des réactions amusées dans 63 % des cas pour l'homme obèse et 33 % pour le tramway. Or « l'humour peut altérer les processus décisionnels normalement utilisés dans l'évaluation de problèmes moraux,. »

## Influence de la langue chez les sujets bilingues
Des psychologues qui ont fait passer le test du tramway à des sujets bilingues ont constaté des résultats très différents selon que le problème est présenté dans leur langue maternelle ou seconde. Dans ce dernier cas, les sujets se sont montrés beaucoup plus prêts à choisir la décision la plus utilitariste, 50 % des répondants choisissant de sacrifier la personne alors qu'ils ne sont que 20 % à le faire quand le test se fait dans leur langue maternelle. Cette différence serait due au fait que la langue étrangère suscite une réponse moins chargée d'émotions que la langue maternelle,.

## Dans la culture populaire
- Cette expérience de pensée et les contradictions qu’elle entraîne a été longuement explorée dans la culture populaire par l’écrivain de science-fiction Isaac Asimov dans son cycle des robots : l'ajout de la Loi Zéro.
- Le dilemme est exploré dans l'épisode 5 de la deuxième saison de The Good Place ainsi que dans l'épisode Le Serment d'Hippocrate de Dr House, dans l'épisode 12 de la saison 3 de la série Unbreakable Kimmy Schmidt et dans l’épisode 8 de la saison 5 de Orange Is the New Black.
- Au début du jeu vidéo Prey (2017), le protagoniste passe une évaluation psychologique comportant plusieurs variantes du dilemme du tramway, y compris la variante de l'homme obèse et la possibilité de se jeter soi-même sur la voie pour arrêter le véhicule.
- Dans l'épisode The Game, épisode 15 de la troisième saison de la série Stargate Atlantis. McKay présente le dilemme à Sheppard, Ronon et Teyla. Les trois cherchent surtout à comprendre pourquoi les personnes se tiendraient sur la voie ferrée sans voir ou entendre le train arriver ou encore, pourquoi quelqu'un aurait laissé un bébé sur l'autre voie ferrée.
- Dans la saison 3 de la série The Leftovers, certains protagonistes sont confrontés à ce dilemme selon la formule suivante, en vue d'une sélection pour participer à un programme secret qui leur permettrait de revoir leurs proches "disparus" ("the departed") : « Tueriez-vous un bébé pour éradiquer le cancer ? » (« Would you kill a baby if it would cure cancer? » : première occurrence dans l'épisode 3 de la saison 3). De leur réponse dépend leur admission ou non à l'expérience.
- Sans se référer explicitement à ce dilemme, Eye in the Sky met en scène le débat entre les différents protagonistes d'une opération militaire : repérant un attentat-suicide d'al-Chabab imminent, ils décident de détruire la maison où les terroristes se préparent pour l'attentat, mais une fillette arrive devant la maison pour vendre du pain et en serait la victime collatérale probable. Politiques ou militaires, utilitaristes ou objectivistes, soucieux d'efficacité militaire ou d'efficacité médiatique, droits dans leur bottes ou assaillis par le doute, assumant leur choix ou noués par la peur… : leur dialogue fait apparaître les enjeux, les différentes facettes et les implications émotionnelles du dilemme au fil de l'évolution de la situation.
- Dans le premier épisode de la saison 2 de Mind Field, Michael Stevens et son équipe mettent en scène, pour la première fois et dans un contexte plus écologique (en situation réelle), le dilemme du tramway pour mieux étudier les comportements humains.
- Dans l'épisode 5 de la saison 2 de The Dragon Prince, les personnages peuvent empêcher une famine en tuant un titan de magma pour utiliser son cœur afin de réchauffer la terre pour faire pousser les récoltes. Seule une d'entre eux objecte que tuer le titan est moralement répréhensible, de plus, sauver ces vies de cette façon n'offre qu'une solution à court terme.
- Dans le jeu vidéo The Last of Us, le personnage de Joel est confronté à un dilemme rappelant celui du tramway à la fin du jeu. Il peut alors sauver la vie d'Ellie avec laquelle il a créé un lien père-fille mais en condamnant l'humanité ou la laisser se faire opérer pour trouver un vaccin contre le Cordyceps, sauvant alors l'humanité au prix de la vie d'Ellie.
- Dans l'épisode 5 du jeu vidéo Life Is Strange, les capacités de voyage dans le temps de Max provoquent une gigantesque tempête menaçant de détruire la ville d'Arcadia Bay. Max doit alors faire un choix, entre retourner dans le passé pour laisser son amie Chloe se faire assassiner, empêchant une série d'évènements menant à cette catastrophe. Ou refuser de retourner dans le passé, sauvant ainsi Chloe mais en laissant la ville se faire détruire.